# Akron (Pennsylvania)
Akron (Pennsylvania) ist ein Borough im Lancaster County, Pennsylvania. Das U.S. Census Bureau hat bei der Volkszählung 2020 eine Einwohnerzahl von 4.152 ermittelt.

## Geschichte
Der 1895 gegründete Akron Bezirk ist eine unabhängige lokale Gebietskörperschaft im Lancaster County. Es wird von einem gewählten Stadtrat und einem gewählten Bürgermeister geleitet.
Die Wirtschaft besteht hauptsächlich aus kleinen Unternehmen. Während der Gründerzeit war die Hauptindustrie die Herstellung von handgemachten Zigarren, es gab damals mehr als 50 Zigarrenfabrikationen in Akron. Viele dieser Herstellungsbetriebe bestanden aus Hinterzimmern in Privathaushalten und einige größere beschäftigten viele Menschen. 1900 waren es rund 650 Einwohner die von der Zigarrenfabrikation lebten.	1911 wurde die erste zentrale Wasserversorgung mit Wasserturm erbaut und 1912 die Stromversorgung in der Gemeinde Akron installiert.  	
Das größte Unternehmen heute mit Hauptsitz in Akron ist die Non-Profit-Organisation  Mennonite Central Committee, die auch als Fair-Trade-Händler aktiv ist. Bis 1985 gab es die Miller Hess Shoe Company (Schuhfabrik) in Akron. 
Der Loyd H. Roland Memorial Park (auch bekannt als Akron Park) wurde 1972 eröffnet. Es ist ein 70 Hektar großer Park an der Hauptstraße auf der Ostseite von Akron. Der Park verfügt über Spielplätze, Wanderwege, Radwege, einen See und einen 18-Loch-Golfplatz mit Picknick-Pavillons.  Der See im Park ist die wichtigste Quelle für die Wasserversorgung der Gemeinde und ist als Wassereinzugsgebiet besonders geschützt.